# Constantin Bușoiu
Constantin Bușoiu (ur. 3 czerwca 1941 w  Mogoșani, zm. w sierpniu 2022 w Krajowie) – rumuński zapaśnik walczący w stylu klasycznym. Olimpijczyk z Meksyku 1968, gdzie zajął piąte miejsce w kategorii plus 97 kg.
Czwarty na mistrzostwach świata w 1967. Szósty na mistrzostwach Europy w 1967 roku.